# Dumping social

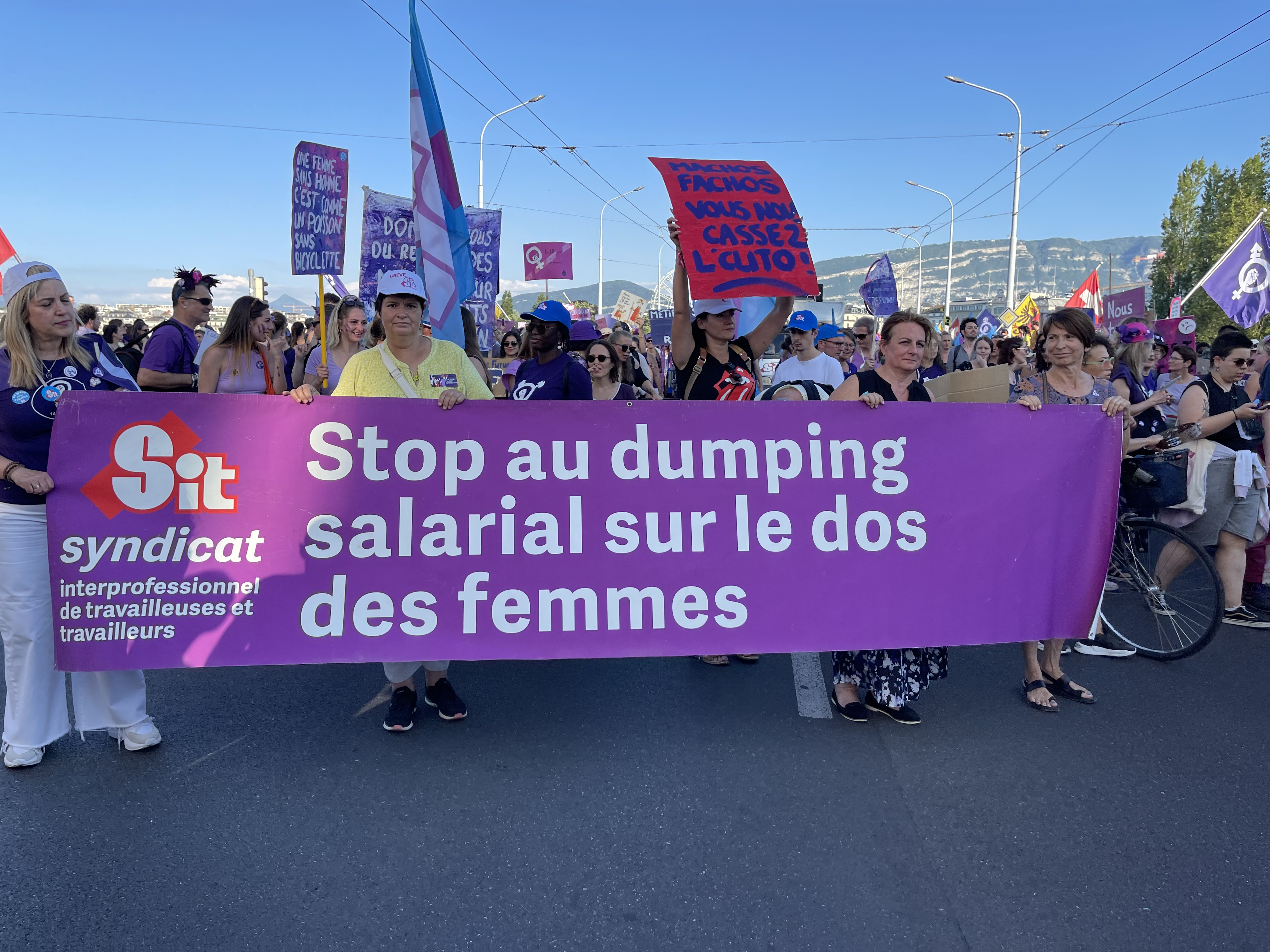
Pancarta «Alto al dumping salarial a costa de las mujeres» durante la huelga de mujeres del 14 de junio de 2023 en Suiza.

El dumping social consiste en que una empresa hace competir a sus trabajadores en un país desarrollado con otros de países en desarrollo. Esto en un contexto de globalización de la economía. El desempleo en Francia y algunos otros países de Europa occidental, y la reducción de los salarios reales (descontando la inflación) de los trabajadores poco cualificados en los Estados Unidos han llevado, desde la década de 1970, a un renovado debate sobre las consecuencias para los países desarrollados del comercio con los países en desarrollo, cuya menor protección social crea una competencia desigual. Por eso, los sindicatos temen que los salarios y los beneficios sociales disminuyan en los países desarrollados para competir con el menor coste laboral en los países con menor protección social. 
El dumping social, de modo más general, puede verse no solo como lo que intenta una empresa individual, sino como lo que hay detrás de políticas que pretenden abaratar los costes de producción. Por eso también se denomina competencia social desleal.
La RAE no admite ninguna españolización (como sería "dampin") de la palabra inglesa dumping, por lo que debe escribirse siempre en cursiva para resaltar su condición de extranjerismo.

## Definición
El concepto de dumping social no tiene un significado preciso. Dependiendo del caso, esto significa que una empresa:
- Aproveche las diferencias salariales y de regulaciones laborales entre países para reducir costes (véase Frits Bolkestein)
- Aproveche la llegada al comercio mundial de economías emergentes, algunas de las cuales tienen menos restricciones al trabajo infantil, menos protección social y mayor represión sindical.
- Cuestione beneficios sociales y salariales de sus trabajadores si desean conservar sus empleos. Un ejemplo es la propuesta a los empleados de IBM Francia de aceptar una reducción temporal del 7,7 % de su salario para mantener el empleo. Véase Cathy Kopp. Se corre entonces el riesgo de que otras empresas imiten estas reducciones, empobreciendo a sus trabajadores y al país en su conjunto

El concepto de dumping social es una traslación cuestionable de la práctica comercial (generalmente prohibida por las leyes nacionales e internacionales) denominada dumping en que una empresa vende a pérdidas para eliminar competidores y ganar cuota de mercado. Si una empresa realiza dumping social, ni lo hace para ganar cuota de mercado (suele ser más bien para mantenerla o evitar seguir perdiéndola), ni vende a pérdidas. Los trabajadores que sufren dumping social tampoco llegan a trabajar a pérdidas; si acaso ven mermado su salario o sus beneficios laborales.
Así como prácticas abusivas como la cesión ilegal de trabajadores, la competencia desleal o el abuso de posición dominante están claramente definidas, son ilegales y se puede acusar de ellas a una empresa ante los tribunales, y conseguir que sea condenada en firme, el concepto de dumping social no está jurídicamente codificado.
Se ha acusado al dumping social de diversos efectos:
- La pérdida de empleos en los países ricos para que los ganen trabajadores de los países pobres
- La desindustrialización de los países ricos
- La reacción proteccionista de los países ricos en el seno de la Organización Mundial del Comercio (OMC) u otras instituciones internacionales
- La explotación de los trabajadores del Sur en condiciones consideradas inhumanas
- El aumento del nivel de vida en los países en desarrollo
- La creciente desigualdad de ingreso en las economías de mercado desarrolladas

Es muy cuestionable que todos ellos se deban al dumping social. Ciertamente hay empresas que producían en países desarrollados y que deslocalizan sus fábricas a países en desarrollo para ahorrar costes. Esas empresas sí estarían haciendo dumping social. Pero también hay compañías que han surgido en países en desarrollo y que, debido a sus ventajas competitivas, hay ido ganando mercado a empresas de países desarrollados, como los fabricantes chinos de vehículos eléctricos. Esas compañías no estarían practicando dumping social.
Según un informe del Parlamento francés del 25 de mayo de 2000, la expresión dumping social designa toda práctica, por parte de un Estado o de una empresa, consistente en violar, eludir o degradar el derecho social vigente, ya sea nacional, comunitario o internacional, con el fin de obtener una ventaja económica, en particular en términos de competitividad.

## Marco legal
El fenómeno del dumping social o competencia social desleal está regulado actualmente por la Directiva de Ejecución 2014/67/UE, y por la Directiva (UE) 2018/957 del Parlamento Europeo y del Consejo, de 28 de junio de 2018, que modifica la Directiva 96/71/CE sobre el desplazamiento de trabajadores efectuado en el marco de una prestación de servicios.

### Dentro de la Unión Europea
«La creación del mercado único expone a las empresas que operan en un contexto nacional a la competencia con empresas de otros Estados miembros. Esto implica que las empresas con altos costes laborales se verán presionadas a mantener una productividad que les permita competir con las empresas comunitarias con costes laborales más bajos»
«Una consecuencia de las diferencias en los costes laborales es el riesgo de dumping social. Como resultado de lo que se ha denominado "competencia de regímenes sociales" entre los Estados miembros, los gobiernos nacionales se verán presionados para reducir sus estándares sociales y laborales con el fin de disminuir los problemas de costes laborales indirectos para las empresas»
Los diputados europeos y los gobiernos de los países del Este de Europa, acusados de dumping social, se han pronunciado contra lo que consideran proteccionismo por parte de los países de Europa Occidental, con las polémicas sobre el fontanero polaco y la Directiva Bolkestein. Nicolas Dupont-Aignan, fundador del partido Debout la France, cree que en Europa «no se puede construir nada serio porque los dumpings social y fiscal son permanentes». Si bien se emplea la expresión "dumping fiscal", se utiliza más competencia fiscal. Una comparación del coste horario del trabajo entre Francia, la República Checa, Bulgaria y Rumanía revela diferencias 3 veces mayores entre Francia y el nivel social más bajo.
A nivel internacional, China ha sido acusada por la Unión Europea de dumping social en el sector fotovoltaico. La Unión Europea ha tomado medidas y ha fijado un precio mínimo para los paneles fotovoltaicos importados de China para garantizar una competitividad que no perjudique a los fabricantes europeos.

### Estudio de caso francés

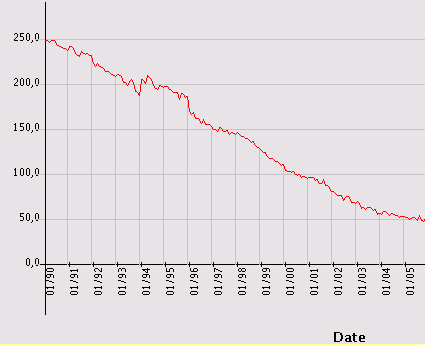
Índice de producción del sector confección y cuero entre 1990 y 2005, base 100 en 2000. Fuente Insee.

El concepto de dumping social lo utilizan principalmente políticos y dirigentes sindicales. Así, un representante sindical explicó en 2001 que en el sector francés de la confección: 

La mitad de los empleos ha desaparecido, y según las reglas del comercio mundial puestas en práctica —pienso en la cumbre de Doha— van a continuar desarrollándose el comercio y la producción sobre la base de un dumping social. Será el más barato, el que imponga las peores condiciones de trabajo, la menor protección, quien en el futuro marcará la referencia y se llevará los pedidos.

Aunque nunca utiliza la expresión dumping social, el Instituto Nacional de Estadística y de Estudios Económicos (Francia) (INSEE) elabora informes sobre el empleo y la producción:

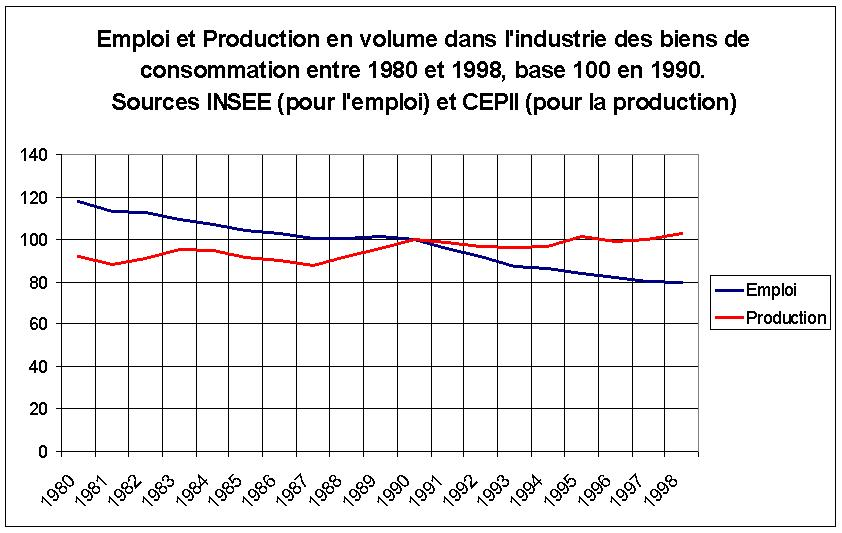
Entre 1980 y 1998 se perdieron un 32 % de los puestos de trabajo en la industria de bienes de consumo, pero el volumen de producción aumentó un 11 %.

En el período 1995-2001 se habrían deslocalizado anualmente 13 500 empleos industriales franceses. De media eso representa el 0,35 % del total del empleo industrial. No se trata de un balance del fenómeno de la deslocalización sobre el empleo industrial francés. Solo se tienen en cuenta las reducciones de plantilla debidas a deslocalizaciones de Francia a otros países, sin computar las deslocalizaciones de otros países hacia Francia que han creado allí empleo.
Sin embargo, el dumping social no afecta sólo a la deslocalización. No es necesario que una empresa deslocalice (cierre fábricas en un país para producir lo mismo en otros) para transferir puestos de trabajo de un país a otro. La actividad de un país desaparece, pudiendo generar desempleo, mientras se traslada a otro lugar, merced a nuevas empresas. Los países que han destruido empleos se ven obligados entonces a importar bienes que producían anteriormente.
Así, este mismo informe del INSEE indica claramente que durante el período 1995-2001, los empleos en el sector de la confección y el cuero disminuyeron un 5,8 % por año, lo que supuso que en 7 años se perdió el 34 % de los empleos. Desde 1990, el 80 % de la producción francesa del sector confección y cuero ha desaparecido.
Sin embargo, las causas de la pérdida de empleos no necesariamente provienen del dumping social. Hay sectores donde los avances en la mecanización han permitido eliminar la mano de obra humana, como es el caso del sector de bienes de consumo, donde, desde 1980,el 46 % de puestos de trabajo ha desaparecido, mientras que, al mismo tiempo, la producción ha aumentado. En algunos casos, y en particular en la industria textil, es probable que los empleos trasladados a países del tercer mundo hubieran desaparecido de todos modos. La elección de los factores de producción no revelaría una competencia entre trabajadores del Sur y trabajadores del Norte, sino más bien entre autómatas o máquinas del Norte y mano de obra del Sur.

### Estudio de caso de Luxemburgo
Luxemburgo es víctima del dumping social debido a sus costes laborales relativamente bajos en comparación con otros países de la Unión Europea. En la Cumbre Social del Benelux de 2014, el ex primer ministro luxemburgués Xavier Bettel, acompañado por Nicolas Schmit, entonces ministro de Trabajo, debatió las cuestiones relacionadas con el respeto de las dimensiones sociales del mercado interior. Juntos acordaron implementar medidas inmediatas para preservar las ganancias sociales. Bettel enfatizó: «La libre circulación [de mercancías] es uno de los fundamentos de la Unión Europea. Sin embargo, esto no debería ser excusa para explotar a los más débiles. Otro aspecto es la competencia desleal, que perjudica a las pequeñas y medianas empresas. Por lo tanto, para nosotros era importante tomarnos este asunto muy en serio y, como Benelux, queremos dar ejemplo». El ex primer ministro afirmó su voluntad de luchar contra el dumping social, aunque Luxemburgo sigue acusado de recurrir a él.

#### Luxemburgo en cifras
En 2023, la Inspección de Trabajo y Minas (ITM) registró 145 036 trabajadores desplazados, mientras que solo se registraron 68 514 declaraciones de desplazamiento. Durante el mismo año, el ITM realizó 182 inspecciones, revelando que 334 trabajadores no contaban con contrato de trabajo. Las violaciones observadas se referían principalmente a la ausencia de exámenes médicos obligatorios en el momento de la contratación y al impago de los salarios mencionados en las nóminas. . Es difícil cuantificar los casos de fraude en el Gran Ducado, ya que la "cifra negra" sigue siendo incierta. Según Marco Boly, director del ITM, el dumping social afecta prácticamente a todos los sectores, concentrándose en la hostelería y la construcción.

#### Marco legal
El Tribunal de Justicia de la Unión Europea (TJUE) ha criticado a Luxemburgo por no cumplir lo dispuesto en la Ley de 2002 relativa a la Directiva 96/71/CE del Parlamento Europeo y del Consejo, sobre el desplazamiento de trabajadores. El Gran Ducado ha transpuesto de forma incompleta las disposiciones del artículo 3 sobre las condiciones mínimas de empleo, así como los artículos 49 CE y 50 CE relativos a la libre prestación de servicios en los Estados miembros de la Unión Europea. Los casos Comisión c. Luxemburgo, Laval, Rüffert y Viking se agrupan bajo el título de "Cuarteto Laval" y fueron tratados por el Tribunal de Justicia de la Unión Europea en 2007 y 2008.

#### Ejemplos: Uber y Bolt
La llegada del grupo Uber al Gran Ducado ha suscitado mucha polémica, ya que la empresa está acusada de recurrir al dumping social para crear ventajas en materia de cotizaciones a la seguridad social, propiciar una competencia desleal y amenazar a otras compañías de transporte que utilizan taxis tradicionales (con un conductor asalariado o realmente autónomo). Poco después, la multinacional Bolt, a la que también se acusa de dumping social y utilización de falsos autónomos, anunció su llegada a Luxemburgo . La Confederación Sindical Independiente de Luxemburgo (OGBL) aborda esta cuestión pidiendo controles más estrictos y regulares para prevenir estas prácticas de competencia desleal.

## Dumpingsocial y empleo: lo que piensan los economistas
Según un estudio publicado por el Insee, , los intercambios comerciales franceses con los países en desarrollo habrían provocado una pérdida máxima de 330 000 empleos, una cifra relativamente baja teniendo en cuenta el desempleo en Francia, pero estos cálculos son controvertidos. Así pues, para el economista norteamericano A. Wood,  el comercio habría causado la pérdida de 9 millones de empleos en los países desarrollados y creado 22 millones en los países en desarrollo.
Si bien algunos economistas subrayan el vínculo entre la apertura comercial y el aumento de las desigualdades, muchos otros proponen un contraanálisis que explícitamente pretende revertir el concepto de dumping social. Este es en particular el análisis de Paul Krugman en Globalization Is Not Guilty, —La globalización no es la culpable— quien considera que la idea de que el crecimiento de las desigualdades en los países desarrollados estaría vinculado a la competencia desleal de los países con salarios bajos es una cuestión de «teoría popular del comercio internacional» (pop internationalism en Inglés). Explica que el interés de los políticos en prestar su voz a tales teorías es sólo electoral y precisa que la mayoría de los trabajos que tratan este tema o el de "guerra comercial" (no debe confundirse con la guerra económica; en la guerra comercial, los países enfrentados aumentan sus aranceles, mientras que en la económica, los países envueltos en un conflicto militar toman medidas para infligir grave daño económico al enemigoː quema de cosechas, sabotajes, sanciones, etc.) son obra de ensayistas y no de economistas y se venden gracias a sus tesis fáciles, que alimentan la imaginación popular: 

«Según este tópico [en el sentido de algo que se repite mucho, pero que no es cierto], la competencia extranjera ha erosionado la base manufacturera estadounidense y destruido empleos bien pagados [...] Un conjunto creciente de pruebas viene a contradecir esta idea falsa [...] La deceleración del crecimiento de los ingresos reales [de la mayoría de los norteamericanos] es casi enteramente imputable a causas internas».

Postula Krugman que la causa del desempleo entre los trabajadores estadounidenses poco cualificados es el reciente progreso técnico (tecnología de la información y el uso generalizado de líneas de producción automatizadas), que complementa el empleo cualificado ayudando a los trabajadores y no sustituyéndolos, pero que hace inútiles a los trabajadores no cualificados. 
Varias observaciones apoyan esta tesis. En primer lugar, la disminución de la proporción de empleo no cualificado afecta a todos los sectores económicos, no sólo a aquellos que enfrentan la competencia de los países pobres. Se observa una mayor utilización de trabajadores cualificados en las empresas, lo que demuestra que no tienden a sustituir a trabajadores poco cualificados del Sur por trabajadores cualificados del Norte. Este aumento de la proporción de empleo cualificado es proporcional a los indicadores de cambio técnico de cada sector.
En 1991, Robert Reich , más tarde Secretario de Trabajo de los Estados Unidos en la administración Clinton, ofreció un análisis diferente (citado y contradicho por Krugman). Para Reich, la globalización es claramente responsable en parte del colapso [no se ha producido tal colapso; es una forma intencionadamente exagerada de denunciar el cambio que se ha operado] de la sociedad estadounidense, pero la razón no es únicamente el dumping social. Reich propone una enumeración de factores: tecnológicos como la robotización, institucionales como la desindicalización, y la competencia de los países de bajos salarios. El efecto es doble: primero los "manipuladores de ideas" (ingenieros, consultores, investigadores, publicistas, etc.) disponen de un mercado mundial y por tanto pueden vender su producción, que puede reproducirse infinitamente, porque es inmaterial. En consecuencia, sus ingresos están creciendo fuertemente. En cambio, los trabajadores ["manipuladores de bienes físicos"] poco cualificados que participan en actividades de producción experimentan el fenómeno opuesto.
¿Qué se debe hacer entonces? Según Reich, no es en absoluto necesario intentar proteger los mercados nacionales, como quisieran los defensores de la teoría del dumping social, sino tal vez organizar un control internacional de las inversiones en el exterior para evitar prácticas desleales. Hay que subvencionar a las empresas que invierten en territorio nacional (estadounidense o no), pero también hay que ayudar a los países en desarrollo y, sobre todo, recuperar [según los países, es cuestionable que el Estado lo haya perdido] el papel del Estado con el fin de aumentar los conocimientos y mejorar el sistema educativo para desarrollar las competencias de los individuos no cualificados.

## Dumpingsocial y derechos humanos
El concepto de dumping social plantea más preguntas que respuestas: 

«Para los defensores intransigentes de los derechos humanos, se deben boicotear los productos fabricados sin respetarlos (por ejemplo, no comprar ropa fabricada por niños). Pero surgen dilemasː ¿los primeros afectados no son los niños, privados de un empleo cuyo salario, aun miserable, esperan impacientemente sus familias? ¿Basta decretar, a miles de kilómetros, que tal o cual actitud es escandalosa para que desaparezca?»

## Filmografía
- El desempleo tiene una historia, por Gilles Balbastre, 2001
- Moulinex, la mecánica de lo peor, por Gilles Balbastre, 2003
- Obreros del Mundo (2000), informe de Marie-France Collard, de RTBF y ARTE, sobre el cierre de fábricas en Europa y la subcontratación de la empresa de vaqueros Levi's en Turquía y el Sudeste Asiático.